# Wuli (köpinghuvudort i Kina, Hubei Sheng, lat 29,22, long 113,78)
Wuli (kinesiska: 五里, 五里镇) är en köpinghuvudort i Kina. Den ligger i provinsen Hubei, i den centrala delen av landet, omkring 160 kilometer söder om provinshuvudstaden Wuhan. Antalet invånare är 21 522. Befolkningen består av 10 629 kvinnor och 10 893 män. Barn under 15 år utgör 20,0 %, vuxna 15-64 år 68 %, och äldre över 65 år 11,0 %.
Runt Wuli är det ganska tätbefolkat, med 248 invånare per kvadratkilometer. Närmaste större samhälle är Daping, 15,0 km nordväst om Wuli. I omgivningarna runt Wuli växer i huvudsak blandskog.
Genomsnittlig årsnederbörd är 2 078 millimeter. Den regnigaste månaden är maj, med i genomsnitt 321 mm nederbörd, och den torraste är januari, med 54 mm nederbörd.